# Marin Premeru
Marin Premeru (* 29. August 1990 in Rijeka, Jugoslawien) ist ein kroatischer Leichtathlet, der sich auf den Diskuswurf und das Kugelstoßen spezialisiert hat.

## Sportliche Laufbahn
Erste internationale Erfahrungen sammelte Marin Premeru im Jahr 2006, als er bei den Juniorenweltmeisterschaften in Peking im Kugelstoßen mit einer Weite von 16,54 m in der Qualifikationsrunde ausschied und im Diskusbewerb mit 53,50 m im Finale den zwölften Platz belegte. Im Jahr darauf gewann er dann bei den Jugendweltmeisterschaften in Ostrava mit 20,42 m die Silbermedaille mit der 5-kg-Kugel und auch mit dem leichten Diskus gewann er mit 64,20 m die Silbermedaille. Kurz darauf schied er bei den Junioreneuropameisterschaften in Hengelo mit 17,46 m in der Kugelstoßqualifikation aus, ehe er beim Europäischen Olympischen Jugendfestival (EYOF) in Belgrad mit der 5-kg-Kugel mit 21,23 m die Goldmedaille gewann und sich im Diskuswurf mit 68,20 m die Silbermedaille sicherte. 2008 gewann er bei den Juniorenweltmeisterschaften in Bydgoszcz mit 61,85 m die Silbermedaille mit dem 1,75-kg schweren Diskus und mit der 6-kg-Kugel gewann er mit 19,93 m die Bronzemedaille. Im Jahr darauf gewann er bei den Junioreneuropameisterschaften in Novi Sad mit 60,98 m die Bronzemedaille im Diskuswurf und wurde im Kugelstoßbewerb mit 19,40 m Vierter. 2010 startete er im Diskuswurf bei den Europameisterschaften in Barcelona, schied dort aber mit einer Weite von 58,03 m in der Qualifikationsrunde aus.
2011 wurde er bei den U23-Europameisterschaften in Ostrava mit 58,93 m Dritter im Diskuswurf und gewann im Kugelstoßen mit 18,83 m die Bronzemedaille hinter dem Deutschen David Storl und Dmytro Sawyzkyj aus der Ukraine. Im Jahr darauf startete er erneut bei den Europameisterschaften in Helsinki, verpasste aber auch dort mit 18,71 m den Einzug ins Kugelstoßfinale. 2013 belegte er bei den Balkan-Hallenmeisterschaften in Istanbul mit 18,64 m den sechsten Platz und schied dann bei den Halleneuropameisterschaften in Göteborg mit 18,86 m in der Vorrunde aus. Ende Juni gewann er bei den Mittelmeerspielen in Mersin mit 19,72 m die Silbermedaille und musste sich damit nur dem Spanier Borja Vivas geschlagen geben. Daraufhin nahm er an den Weltmeisterschaften in Moskau teil, verpasste dort aber mit 18,71 m den Finaleinzug. 2014 wurde er bei den Balkan-Hallenmeisterschaften in Istanbul mit 19,70 m Vierter im Kugelstoßen und erreichte im Sommer bei den Balkan-Meisterschaften in Pitești mit 18,82 m Rang fünf, ehe er bei den Europameisterschaften in Zürich mit 19,55 m in der Qualifikation ausschied. Im Jahr darauf wurde er bei den Balkan-Meisterschaften in Pitești mit 19,40 m Vierter und verpasste anschließend bei den Weltmeisterschaften in Peking mit 19,33 m erneut den Finaleinzug.
Nach mehrjähriger Wettkampfpause kehrte er 2020 wieder als Profi zur Leichtathletik zurück und belegte 2021 bei den Balkan-Meisterschaften in Smederevo mit 58,16 m den vierten Platz im Diskusbewerb. 2023 gelangte er bei den Balkan-Meisterschaften in Kraljevo mit 56,07 m auf Rang sieben.
In den Jahren 2009 und 2020 wurde Premeru kroatischer Meister im Diskuswurf sowie von 2011 bis 2013 auch im Kugelstoßen. Zudem wurde er 2010, 2012 und 2014 Hallenmeister im Kugelstoßen.

## Persönliche Bestleistungen
- Kugelstoßen: 20,59 m, 28. April 2013 in Draževina
  - Kugelstoßen (Halle): 19,83 m, 25. Februar 2012 in Rijeka
- Diskuswurf: 63,38 m, 6. Juni 2010 in Rijeka